# خالد الرجيب
خالد محمد الرجيب هو لاعب كرة قدم سعودي، ولد في 5 مايو 1983،. في خط الهجوم.
لعب سابقاً لنادي هجر و لعب في فترة وجيزة مع نادي الاتفاق وعاد بعدها إلى هجر

## إنجازاته
- هداف دوري الدرجة الأولى السعودي موسم 2007/2008.[2]

## روابط خارجية
- خالد محمد الرجيب على موقع Soccerway.com (الإنجليزية)
- خالد محمد الرجيب على موقع كووورة